# Iotonchus ophiocercus
Iotonchus ophiocercus är en rundmaskart. Iotonchus ophiocercus ingår i släktet Iotonchus och familjen Iotonchusidae. Inga underarter finns listade i Catalogue of Life.